# Bibliothèque du Prince Consort
La Bibliothèque du Prince Consort est une bibliothèque spécialisée conçue pour participer à l'éducation des soldats de l'Armée britannique se trouvant au sein de la garnison d'Aldershot dans le Hampshire. Aujourd'hui il s'agit de la bibliothèque spécialisée dans le domaine militaire du Service de bibliothèque de l'Armée, se concentrant sur la fourniture d'informations sur les sujets militaires actuels, les questions politiques et les relations internationales pour soutenir les opérations, le renseignement, la formation et l'éducation au sein des Forces armées. Il s'agit d'un bâtiment classé de Garde II.

## Histoire
Le 1er juin 1859, le colonel Phipps écrit au sujet du prince Albert au Major Général J. Peel, le Secrétaire d'État à la Guerre, déclarant que le prince consort est « désireux de présenter une collection de 1 000 livres aux officiers du camp d'Aldershot », ajoutant que le prince fournira également la bibliothèque pour abriter les livres.
Après d'autres échanges épistolaires, les travaux de construction de la bibliothèque débutent en septembre 1859, et elle ouvre ses portes en septembre 1860 avec 1 000 livres offerts par la collection du prince Albert. Le prince couvre également le coût de construction de la bibliothèque, de son ameublement, de son entretien, ainsi que celui de la plantation d'arbres et d'arbustes. Le coût total s'élève à 4 183 livres.
Les frais de fonctionnement quotidiens de la bibliothèque sont pris en charge par le prince consort jusqu'à sa mort en 1861, date à laquelle la reine Victoria exprime son souhait de poursuivre l'intérêt royal pour la bibliothèque et ordonne que son entretien soit financé par la Cassette royale. Elle prend également en charge le salaire du premier bibliothécaire officiel, le sergent Charles Gilmore du 49e régiment de pied, qui occupe se poste de 1861 à 1891, ainsi que sa pension à sa retraite.
En 1887, la bibliothèque ne compte encore que 2 160 livres, alors la Aldershot Military Society est fondée le 23 décembre 1887, sous le patronage de la reine Victoria, pour financer l'achat de nouveaux livres grâce aux donations des membres de la société, tandis que la Cassette royale continue de financer l'entretien de la bibliothèque. Ce système perdure jusqu'en 1935, date à laquelle le War Office assume la responsabilité de fournir des livres et d'assurer l'entretien du bâtiment.
La bibliothèque du prince consort est conçue par le capitaine Francis Fowke des Ingénieurs royaux, qui conçoit également le Royal Albert Hall. Une aile supplémentaire est ajoutée en 1911, comprenant une salle de conférence et une salle de lecture.